# Eritrea ai Giochi della XXVIII Olimpiade
L'Eritrea partecipò alle Giochi della XXVII Olimpiade di Atene, con una delegazione di 4 atleti. In questa edizione, l'Eritrea conquistò la sua prima medaglia olimpica.

## Medaglie
| Sport    | Oro | Argento | Bronzo | Totale |
| -------- | --- | ------- | ------ | ------ |
| Atletica | 0   | 0       | 1      | 1      |
| Totale   | 0   | 0       | 1      | 1      |

| Medaglia | Nome            | Sport    | Evento           |
| -------- | --------------- | -------- | ---------------- |
| Bronzo   | Zersenay Tadese | Atletica | 10000 m maschile |

## Atletica leggera
Maschile
Eventi su pista e strada
| Atleta             | Evento  | Batteria  | Batteria   | Semifinale | Semifinale | Finale          | Finale          |
| Atleta             | Evento  | Risultato | Classifica | Risultato  | Classifica | Risultato       | Classifica      |
| ------------------ | ------- | --------- | ---------- | ---------- | ---------- | --------------- | --------------- |
| Zersenay Tadese    | 5000 m  | N.D.      | N.D.       | 13'22"17   | 7º q       | 13'24"31        | 7º              |
| Samson Kiflemariam | 5000 m  | N.D.      | N.D.       | 13'26"97   | 8º         | non qualificato | non qualificato |
| Yonas Kifle        | 10000 m | N.D.      | N.D.       | N.D.       | N.D.       | 28'29"87        | 16º             |
| Zersenay Tadese    | 10000 m | N.D.      | N.D.       | N.D.       | N.D.       | 27'22"57        | Bronzo          |

Femminile
Eventi su pista e strada
| Atleta             | Evento | Semifinale | Semifinale | Finale          | Finale          |
| Atleta             | Evento | Risultato  | Classifica | Risultato       | Classifica      |
| ------------------ | ------ | ---------- | ---------- | --------------- | --------------- |
| Nebiat Habtemariam | 5000 m | 16'49"01   | dnf        | non qualificata | non qualificata |